# 天津市第二耀华中学
天津市第二耀华中学，初名天津市耀华滨海学校，位于天津市东丽区登州南路98号，举办者是天津市教委直属天津市耀华中学，由天津滨海发展投资控股有限责任公司出资建设的全日制寄宿中学，天津市耀华中学教育集团成员校。
2022年6月，天津市耀华滨海学校民转公办，更名为天津市第二耀华中学。

## 概况
地处东丽区与河东区邻界处，在天津市标志性道路——世纪大道沿线的南侧。佔地104677平方米，建筑面积82477平方米。从2006-2007学年度第一学期开始招收第一届学生。